# Combreux
Combreux é uma comuna francesa na região administrativa do Centro, no departamento Loiret. Estende-se por uma área de 12,91 km². Em 2010 a comuna tinha 282 habitantes (densidade: 21,8 hab./km²).